# 엘긴 백작

엘긴 백작의 문장

엘긴 백작(Earl of Elgin/ɛl gɪn/)은 영국의 백작이다. 잉글랜드와 스코틀랜드가 통합되기 전에 받은 스코틀랜드 귀족의 작위였다. 1633년 6월 21일에 제3대 킨 로스 경, 토마스 브루스가 작위를 받은 것에서 시작된다.
현재 엘긴 백작은 킨 로스의 브루스 경(Lord Bruce of Kinloss ; 1608년 창설), 킨카딩 백작(Earl of Kincardine ; 1643년 창설), 토리 브루스 경 (Lord Bruce of Torry ; 1647년 창설), 스코틀랜드 엘진의 엘긴 남작(Baron Elgin, of Elgin in Scotland ; 1849년 창설)을 보유하고 있다. 전 삼자는 스코틀랜드 귀족이고 마지막은 연합왕국 귀족이다.
또한 스코틀랜드의 씨족인 브루스 가문의 가주를 세습하고 있다.
엘긴 백작 가문의 저택은 스코틀랜드 던펌린에서 3마일 남서쪽으로 있는 브룸홀 하우스(Broomhall House)이다.

## 개요

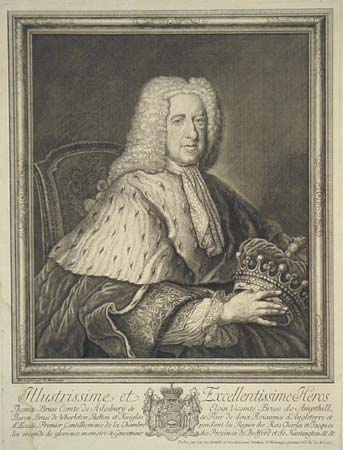
제2대 아이레스베리 백작, 제3대 엘긴 백작 토머스 브루스

브루스 가문은 파이프의 킨카딘에 기원을 가진 스코틀랜드의 씨족으로 중세에는 로버트 1세, 데이비드 2세 부자의 두 스코틀랜드 왕을 배출했다.
스코틀랜드의 판사, 변호사였던 에드워드 브루스는 스코틀랜드 왕 제임스 6세에 의해 1602년에 킨 로스 경에, 1608년에는 킨 로스의 블루스 경에 각각 서임되었다. (동시에 스코틀랜드 귀족) 그가 죽자 장남인 에드워드가, 이어서 그 동생 토마스가 작위를 물려받았다.
제3대 킨 로스 경이 된 토마스는 1633년 6월 21일 엘긴 백작에, 1641년 7월 30일에는 홀튼의 브루스 남작(Baron Bruce of Whorlton)에 서임되었다. 2대 백작이 된 그 아들 로버트는 1662년에 아이레스베리 백작(Marquess of Ailesbury), 카운티 오브 베드포드의 암프트힐 브루스 자작(Viscount Bruce of Ampthill, in the County of Bedford), 카운티 오브 요크의 스켈튼 브루스 남작(Baron Bruce of Skelton, in the County of York)에도 서임되었다.(엘긴 백작 제외한 모두 잉글랜드 귀족) 이후 이러한 작위는 4대 백작이 사망할 때까지 동일인에 의해 유지되었다.
3대 백작이 된 것은 2대 백작의 유일한 성인 남자인 토마스로 1685년에 작위를 물려받았다. 그는 명예혁명 당시 오라네 공 윌리엄 3세의 잉글랜드 상륙 후에도 제임스 2세를 지지한 계속 겨우 네 명의 귀족 중 한 사람으로 제임스 2세의 런던 탈출에도 동행했다. 또한 제임스 2세의 왕위 탈환 계획을 세웠기 때문에 1696년에는 런던탑에 수감되었다.
3대 백작이 죽자 그의 아들 찰스가 4대 백작되었다. 그는 이외에도 1746년 4월 17일에 카운티 오브 윌트에서 토트넘의 브루스 남작(Baron Bruce of Tottenham, in the County of Wilts ; 영국 귀족)에 서임되었다.
1747년 4대 백작이 죽었을 때 그에게는 딸 밖에 없었다. 따라서 아이레스베리 백작과 그 후속 칭호와 홀튼의 브루스 남작은 단절되었고, 킨 로스 경은 단절되었지만, 엘긴 백작은 먼 사촌인 제9대 킨카딘 백작 찰스 브루스에게, 토트넘의 브루스 남작은 4대 백작의 여동생의 아들인 토마스 브루드넬 브루스가 상속했다. 또한 킨 로스 경은 1868년에 귀족원에 의해 4대 백작의 딸의 아들인 제3대 샨도스 공작 제임스 브리지가 정당한 상속인이었다고 결정되어 현재는 모계 자손이 보유하고 있다.

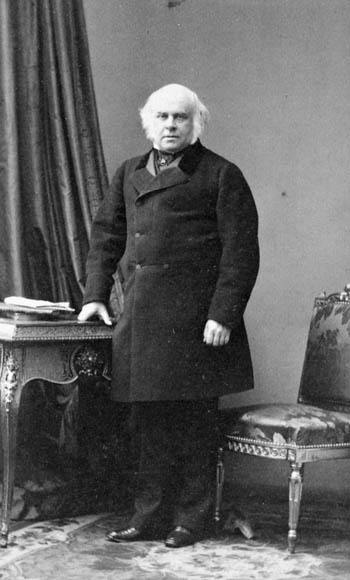
제8대 엘긴 백작, 제12대 킨카딘 백작 제임스 브루스

5대 백작은 1771년 5월 14일에 사망하였고, 불과 7세에 작위를 물려받은 아들 윌리엄도 같은 해 7월 15일에 사망했다. 그 때문에 윌리엄의 동생 토마스가 5세에서 7대 백작이 되었다. 그는 자라서 외교관이 되었고, 특히 오스만 주재 영국 대사로 이스탄불에 부임했을 때 오스만 제국령이었던 그리스에 남아 고대 그리스의 건축과 조각을 조사하고 파르테논 신전의 조각을 긁어내어 영국에 보낸 것으로 알려져 있다. 이것은 현재 엘긴 마블로 불리며 대영박물관에 소장되어 전시되어 있지만, 그리스 정부로부터 반환을 요구받고 있다.
7대 백작이 죽자 그 아들인 제임스가 8대 백작이 되었다. 그는 1842년부터 1846년까지 자메이카 총독을, 1847년에서 1854년까지 캐나다 총독을 지냈다. 청나라의 제2차 아편 전쟁에서는 특파원 대사(High Commissioner ; 고등 판무관)로 현지에 파견되어 톈진조약(1858년), 베이징 조약(1860년)을 체결했다. 또한 그 사이에 에도 막부 말기의 일본을 방문하여 영일수호통상조약(1858년)을 체결했기 때문에 일본에서 ‘엘긴 경’ 혹은 ‘엘긴 백작’을 말할 때 그를 가리키는 경우가 많다. 그 후 1861년에 인도 총독(부왕)에 임명되어, 1863년에 사망할 때까지 그 직에 있었다.
9대 백작이 된 빅터는 8대 백작의 아들이다. 그도 정치인으로 1894년부터 1899년까지 인도 부왕을 맡아 1905년에는 자유당의 헨리 캠벨 배너먼 내각에 식민지 장관으로 입각했다.
9대 백작이 죽자 그의 아들 에드워드가 10대 백작되었다. 현재 엘긴 백작은 10대 백작의 아들인 앤드류로 1968년에 작위를 이었다.

## 엘긴 백작 (1633년)
- 토머스 브루스 (초대 엘긴 백작) (1599년 - 1663년)
- 로버트 브루스 (제2대 엘긴 백작) (1627년 - 1685년)
  - 1662년 아이레스베리 백작에 서임
- 토머스 브루스 (제2대 아이레스베리 백작, 제3대 엘긴 백작) (1656년 - 1741년)
- 찰스 브루스 (제3대 아이레스베리 백작, 제4대 엘긴 백작) (1682년 - 1747년)
- 찰스 브루스 (제5대 엘긴 백작, 제9대 킨카딘 백작) (1732년 - 1771년)
- 윌리엄 브루스 (제6대 엘긴 백작, 제10대 킨카딘 백작) (1764년 - 1771년)
- 토머스 브루스 (제7대 엘긴 백작, 제11대 킨카딘 백작) (1766년 - 1841년)
- 제임스 브루스 (제8대 엘긴 백작, 제12대 킨카딘 백작) (1811년 - 1863년)
- 빅터 브루스 (제9대 엘긴 백작, 제13대 킨카딘 백작) (1849년 - 1917년)
- 에드워드 브루스 (제10대 엘긴 백작, 제14대 킨카딘 백작) (1881년 - 1968년)
- 앤드루 브루스 (제11대 엘긴 백작, 15대 킨카딘 백작) (1924년 -)
  - 백작 위의 법정 추정 상속인은 브루스 경 찰스 에드워드 브루스 (1961년 -)
  - 브루스 경의 후계자는 제임스 앤드루 찰스 로버트 브루스 (1991년 -)

## 같이 보기
- 브루스씨
- 엘긴 대리석 조각군